# Hotel Erika
Das Hotel Erika (auch: Hotel-Pension Erika, früher: Villa Erica) ist ein Hotel in der oberbayerischen Stadt Bad Reichenhall.
Das Bauwerk steht unter Denkmalschutz und ist unter der Nummer D-1-72-114-242 in die Bayerische Denkmalliste eingetragen.

## Baubeschreibung
Das Hotel Erika ist ein reich gegliederter, dreigeschossiger Neurenaissancebau mit Loggien und flachem Walmdach.
Zum Hotel gehört ein kleiner hauseigener Park mit Sonnenterrasse.

## Geschichte

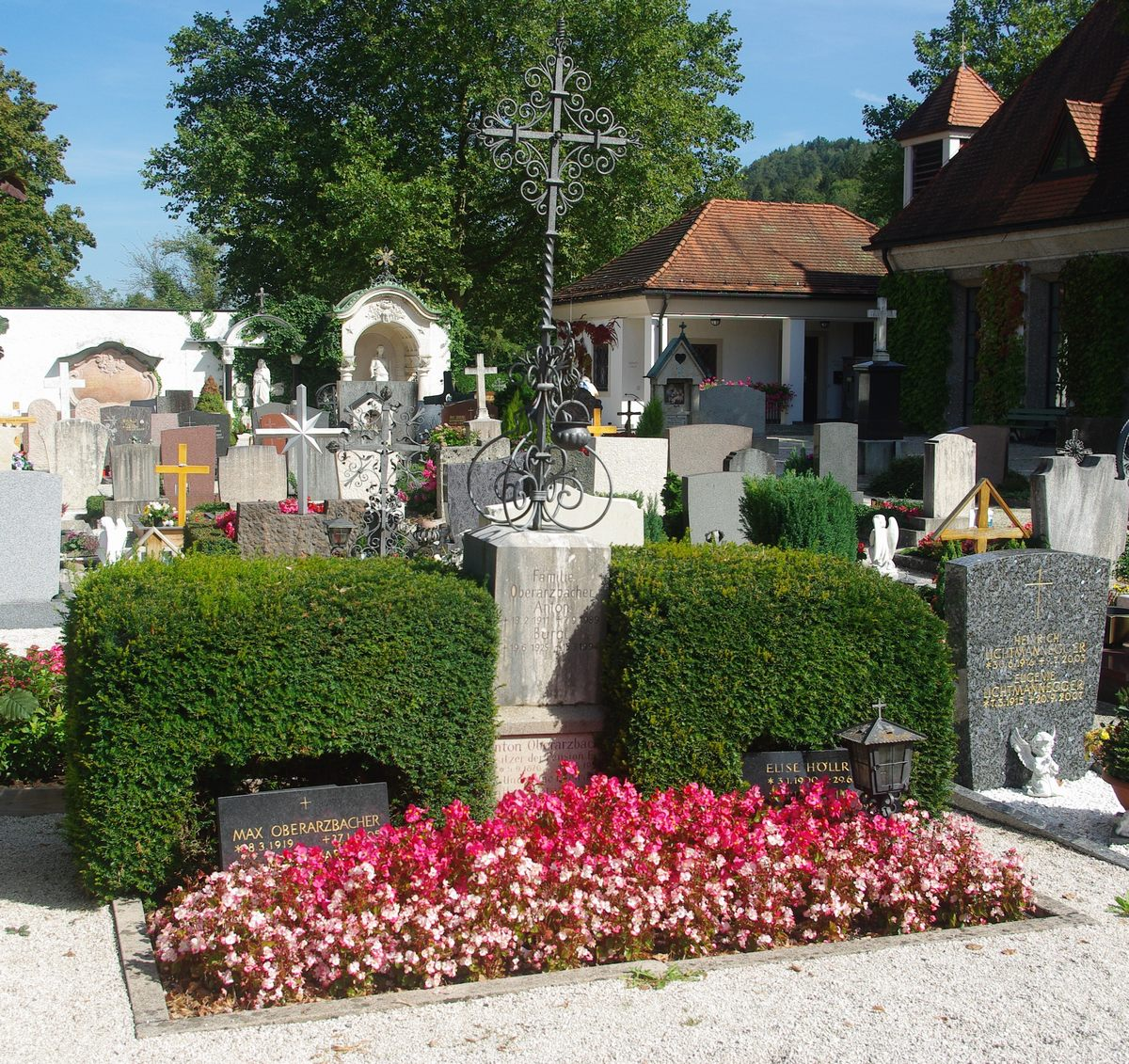
Grab der Familie Oberarzbacher auf dem Friedhof St. Zeno

Das Hotel Erika wurde zwischen 1896 und 1898 durch den aus Sterzing in Südtirol stammenden Posamentierer und Villenbesitzer Anton Oberarzbacher als Villa Erica erbaut. Unter Leitung des ebenfalls aus Südtirol stammenden Architekten Johann Pittoni wurde das Hotel auf einem ehemaligen Bierkeller des Stifts St. Zeno aus dem 18. Jahrhundert erbaut. Das Hotel war von Anfang an mit einer für damaligen Zeit sehr modernen Zentralheizung und elektrischem Licht ausgestattet. In der Zeit des Zweiten Weltkriegs wurde das Hotel zum Teil als Kinderlandverschickungsheim und als Flüchtlingsheim genutzt. Den Luftangriff auf Bad Reichenhall am 25. April 1945 überstand das Hotel Erika – anders als das benachbarte Hotel Axelmannstein und weite Teile der ehemaligen Gemeinde St. Zeno – unbeschadet. Obwohl das Hotel Erika in weiten Teilen bis heute äußerlich nahezu unverändert erscheint, wurde das Gebäude durch die Betreiberfamilie Oberarzbacher ständig dem Stand der Technik angepasst. Es wurden alle Zimmer mit fließendem Wasser und später mit Bädern, Kabelfernsehen und Telefonen ausgestattet sowie ein Gesellschaftsraum und ein Speisesaal an das Hotel angebaut.

## Lage
Das Hotel Erika befindet sich in der Adolf-Schmid-Straße, die am Beginn der Fußgängerzone in südlicher Richtung von der Salzburger Straße abzweigt. In unmittelbarer Nähe befinden sich das Hotel Axelmannstein, das Kurmittelhaus, der Kurgarten sowie das Ensemble Kurviertel.